# Djelfa
Djelfa (en árabe الجلفة) La ciudad de Djelfa es la capital del estado de Djelfa, y está a unos 300 kilómetros de Argel. Según el censo de 2008, tiene una población de alrededor de 300 mil habitantes y cruza 4 estados en términos de población, y se eleva desde la superficie del mar en más de 1700 m. Es una región semidesértica que combina la colina con el desierto, es fría y los veranos son cálidos y secos a menudo más agradables que las zonas costeras. Entorno verde.
Comenzó con la expansión de lo urbano y la población a principios de los años ochenta del siglo pasado. El crecimiento de la población comenzó en los años noventa.
La ciudad de Djelfa está ubicada en una universidad de educación superior, un museo, un museo, un centro cultural y una gran gobernación nacional de agricultura sabática. También se distingue por la presencia de algunos edificios históricos y edificios como Dar al-Baroud, Mezquita del viernes y Mezquita de Belkacem Belharash (torre), la mezquita más antigua de la zona, que se remonta a 1877 y la sede de la esquina de Azhar y los bosques de la época de la tierra y el zoológico.
Historia
El 20 de febrero de 1861, Napoleón III emitió un decreto que establece una comunidad en el lugar llamado Djelfa. La ciudad administrativa y militar de Al-Ghagawat estaba conectada a la ciudad, y sus habitantes están compuestos principalmente por las tribus de Nayel y Hilal.
La ciudad fue construida en 1864 por una iglesia y una mezquita en 1864 con el nombre de C. Belkacem ibn Lahersh, el hermano de Si Sherif ibn Lahersh, quien luchó junto al príncipe francés Abdelkader y martirizado el mismo año.
La región fue testigo de varias revoluciones contra los ocupantes, como la revolución de Ben Shadoukh en 1861 y la revolución de los hijos de Sidi Sheikh en 1864.
Origen de la etiqueta.
La ubicación y la ubicación de la ciudad de Djelfa eran antiguas y desde la época romana y bereber, una antigua encrucijada donde las narraciones orales dicen que el nombre de Djelfa no es muy antiguo, pero ocurrió en la era turca donde es más probable que antes del establecimiento de la ciudad, los residentes de las regiones vecinas organizaran un mercado semanal Donde el suelo es fértil, pero después de la seca sequía en verano en la tierra de esta unión, se formó una tierra de tierra (o tierra) caracterizada por la tierra y el nombre vino Djelfa a cualquiera de los peeling La tierra después de la seca. Q se seque cáscara.
Y la marca de Ibn Manzoor en su diccionario - la lengua de los árabes - una interpretación del significado de la palabra Golfo dice: Golfo: pelar. Lo que lo envuelve es la piel. Se dice: Se pela la piel con un trozo de carne. Y la concha: la fuente de cualquier concha. Y Jafr su uña: Kshah. Y un hombre del califato y prostituta Jalef: pelar la piel y no mezclar la cavidad y entrar. Y envolvió la cosa: córtela y la arrancó: y la capa de lodo de la parte superior de la dunn envuelta, atada, hueca: eliminada. Se dice que fueron golpeados por un gran califato si su dinero fue robado.
- Datos: Q2794758
- Multimedia: Djelfa / Q2794758